# Tècnica de Seldinger

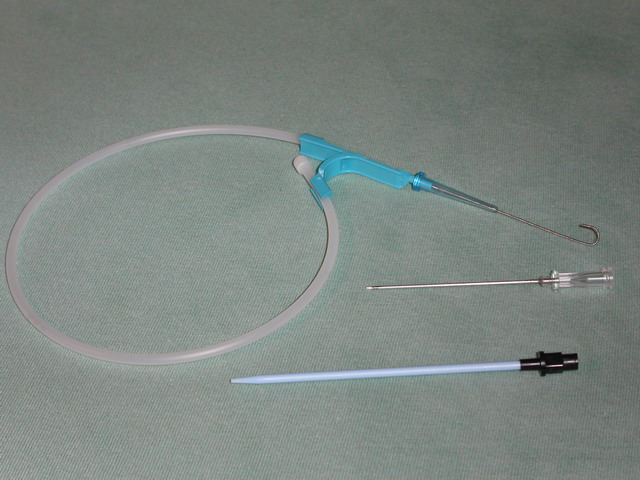
Equip per dur a terme la tècnica.

La tècnica de Seldinger és un accés percutani vascular o d'altres òrgans d'una forma segura. Va ser descrit pel Dr. Sven-Ivar Seldinger el 1953, per ser principalment utilitzat en les angiografies. Aquesta tècnica va produir un gran avanç en la radiologia intervencionista, gràcies a la qual es realitzen procediments diagnòstics terapèutics mínimament invasius.
La tècnica consisteix en la punció directa vascular o orgànica, mitjançant una agulla (generalment amb estilet metàl·lic i cànula de plàstic) seguida de la col·locació d'una guia a l'interior de l'agulla, llavors aquesta s'extreu deixant la guia dins del vas o òrgan a puncionar el que disminueix el sagnat i al mateix temps facilita la introducció de catèters radioopacs. Aquesta tècnica, per tant, fa possible la visualització de vasos o masses sense necessitat d'accés quirúrgic.

## Usos
- Angiografía;
- Drenatge de col·leccions;
- Tunelització de catèters venosos centrals;
- Angioplàsties;
- Cateterització epidural.

## Procediment
1. Localitzar el punt de punció: es localitza l'artèria, vena o òrgan. En el primer cas generalment es fa mitjançant la palpació del pols, mitjançant torniquet en el segon, i en el tercer cal localitzar el lloc de punció mitjançant ecografia. En els dos primers supòsits si no fos possible trobar l'artèria o vena desitjada amb les tècniques habituals cal recórrer també a l'ecografia.
2. Punció mitjançant agulla: Es realitza una punció amb una agulla bisellada en un angle de 45° graus amb fiador i cànula del calibre desitjat (generalment 18G). Després s'extreu el fiador deixant la cànula plàstica a l'interior.[2] En el cas d'abordatge vascular s'utilitzaran agulles amb reservori per evitar esquitxades. Les agulles de punció visceral són flexibles i si són de biòpsia guiada per ultrasò són de superfície rugosa amb osques per mesurar la profunditat. Totes elles han estat dissenyades per ser el menys traumàtiques possibles.
3. Introducció de la guia: A través de la cànula de l'agulla s'introdueix la guia. La guia és necessària per a la inserció, avanç, desplaçament, posicionament, recol·locació i intercanvi de catèters de manera segura. Aquestes són radiopaques per visualitzar mitjançant rajos X la seva posició i desplaçament. La seva punta sol ser flexible per millorar el seu avanç i pot tenir diferents formes segons la seva finalitat. El seu cos sol ser més rígid. Les longituds i els diàmetres canvien en funció del seu ús. Totes elles estan formades per dos filferros d'acer inoxidable i un tercer fi que recobreix la guia de forma en espiral en tota la seva extensió. Es recobreixen de tefló i heparina o amb polímers hidrofílics per reduir el seu coeficient de fricció.
4. Pas del catèter, dilatador o introductor a través de la guia. S’introdueix el material desitjat al vas o víscera passant la guia col·locada, sense moure-la de la seva posició, per la llum del catèter o introductor fins que aquest es troba en el lloc desitjat.
5. Retirada de la guia: Una vegada col·locat el catèter en el lloc exacte on complirà la seva funció, es passarà a la retirada de la guia.[2]

Pas 1
Pas 2
Pas 3
Pas 4
Pas 5
Pas 6

També s'ha descrit una tècnica modificada, coneguda com a tècnica accelerada de Seldinger, on l'agulla, el cable guia, el dilatador i la funda s'insereixen com una unitat.
Abans de la descripció de la tècnica de Seldinger, s'utilitzaven trocars afilats per crear lúmens a través dels quals es podien passar dispositius. Això va tenir una alta taxa de complicacions.